# Denis Špoljarić
Denis Špoljarić (Zagreb, 20 de agosto de 1979) é um handebolista profissional croata, campeão olímpico em Atenas 2004.